# كيث جونز (لاعب كرة قدم أمريكية)
كيث جونز (بالإنجليزية: Keith Jones)‏ هو لاعب كرة قدم أمريكية أمريكي، ولد في 20 مارس 1966 في روك هيل في الولايات المتحدة.